# 帕拉斯區
13°33′09″S 74°37′39″W / 13.5524°S 74.6274°W
帕拉斯區（西班牙語：Distrito de Paras），是秘魯的一個區，位於該國中南部阿亞庫喬大區的坎加約省，面積791平方公里，海拔高度3,330米，2005年人口5,537，人口密度每平方公里7人。